# 茅山貝塚
座標: 北緯35度14分02.2秒 東経139度41分35.9秒 / 北緯35.233944度 東経139.693306度
茅山貝塚（かやまかいづか）は、神奈川県横須賀市にある縄文時代早期の貝塚。1954年（昭和29年）12月3日、神奈川県指定史跡に指定された。広さは、東西20メートル・南北10メートル前後。

## 解説
現代より6500年ほど前、同貝塚周辺の平地は海で、人々は海に突出した低い丘の端で生活していたと考えられている。そこにあった住居の近くには貝が多く廃物として捨てられたため、貝塚ができたという。マガキが多く堆積していて、貝殻が4メートルほど堆積した場所もある。

## 土器
同貝塚からは土器が出土し、「茅山式土器」と命名された。植物繊維が多く含まれた土器であり、多くは雑な作りの深鉢形である。また、表面はアカガイなどの貝殻によってできていて、貝殻条痕が多く残る。

## 所在地
- 神奈川県横須賀市佐原町茅山（現:佐原5丁目）